# Kazina procera
Kazina procera är en stekelart som beskrevs av Boucek 1993. Kazina procera ingår i släktet Kazina och familjen puppglanssteklar. Inga underarter finns listade i Catalogue of Life.